# Études sur la Corée du Nord
Les études nord-coréennes (hangeul : 북한학 ; hanja : 北韓學) sont un sous-domaine des études coréennes. C'est une discipline qui traite de divers aspects de la politique, de l'économie, de la société et de la culture de la République populaire démocratique de Corée.
Le nombre de chercheurs est relativement faible. La seule institution entièrement dédiée à ce domaine d'étude est l'Université d'études nord-coréennes (en), à Séoul, mais de nombreuses universités proposent des cours de premier cycle et des programmes de recherche de troisième cycle.
Le domaine n'a pas été en mesure de parvenir à un consensus sur certaines questions fondamentales, telles que la question de savoir si la Corée du Nord doit être qualifiée d'État communiste ou fasciste et quel est le niveau d'implication du gouvernement dans les violations des droits de l'homme.

## Historique

### Sources
Les études sur la Corée du Nord souffrent d'un manque de sources primaires provenant du pays, bien que la situation varie selon les décennies. Les sources des années 1940 sont principalement des documents soviétiques disponibles dans les archives. Les documents des années 1950 sont plus difficiles à trouver. Certains ont été sortis clandestinement du pays, mais l'essentiel de la recherche repose sur les rapports des ambassades du bloc de l'Est en Corée du Nord. En 2018, les documents soviétiques des années 1960 sont en cours de déclassification, mais des sources provenant des pays d'Europe de l'Est sont déjà disponibles. La disponibilité des documents des années 1950 et surtout 1960 contraste avec le fait que la plupart des événements en Corée du Nord se sont déroulés en dehors des cercles diplomatiques et que les diplomates étrangers ont reçu de moins en moins d'informations au fil du temps. Les sources des années 1970 et 1980 sont particulièrement rares, en dehors d'une sélection de publications officielles. À partir des années 1990, les chercheurs se sont appuyés sur les témoignages de transfuges nord-coréens, parmi eux le cuisinier de Kim Jong-il : Kenji Fujimoto, le membre de la famille Kim : Kim Jong-nam, le créateur de la doctrine du juche : Hwang Jang-yop, etc..
Les chercheurs utilise aussi les médias officiels en Corée du Nord, et depuis les années 2010 l'imagerie satellite en Corée du Nord
De manière générale la question des données et de leur fiabilité est un enjeux clé dans le champ des études nord-coréennes.

### En Corée du Sud
En Corée du Sud, les études nord-coréennes englobent notamment la question de la réunification de la Corée. Les universités sud-coréennes qui enseignent systématiquement les études nord-coréennes sont l'université Dongguk et l'université de Corée. La première université à proposer des études nord-coréennes en Corée du Sud a été l'université Dongguk, qui a ouvert un département d'études nord-coréennes en mars 1994.
L'intérêt pour les études nord-coréennes s'est accru car la Corée du Nord ne s'est pas effondrée malgré la mort de Kim Il-sung en juillet 1994. L'université de Kwandong a ouvert son département en 1996, suivie par l'université de Myongji et l'université de Corée en 1997, et par l'université de Chosun et l'université Sun Moon en 1998. Depuis lors, les études nord-coréennes ont été systématisées dans le cadre de la « Politique du rayon de soleil » de Kim Dae-jung et des progrès des relations intercoréennes depuis le sommet intercoréen de 2000.
Toutefois, ces dernières années, la popularité des études nord-coréennes a considérablement diminué. L'université Kwandong en 2006, l'université Sun Moon en 2008, l'université Myongji en 2010 et l'université de Corée en 2016 ont réorganisé leur programme d'études nord-coréennes pour en faire un programme majeur sur l'unification, la diplomatie et la sécurité, laissant à l'université Dongguk et à l'université de Corée le soin de perpétuer la tradition. Les écoles supérieures comprennent le département d'études nord-coréennes de l'école supérieure de sciences politiques de l'université nationale de Kyungpook, le département d'études nord-coréennes de l'université de Dongguk et le département d'études nord-coréennes de l'université supérieure de Corée du Nord.

### Développement récent

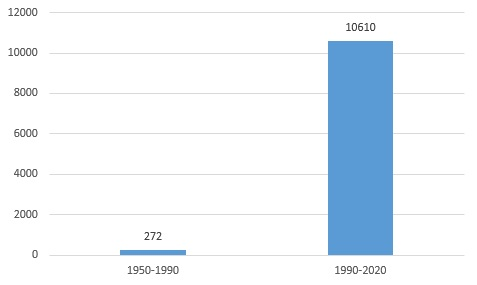
Selon la Librairie de l'Université de Vienne, avec un catalogue récent dans les années 2020, elle a listée 272 livres avec « Corée du Nord » dans leur titre pour les décennies 1950-1990, et 10610 livres pour les décennies 1990-2020.

Les chercheurs japonais ont joué un rôle de pionnier dans la recherche nord-coréenne jusqu'au début des années 1990.
Le domaine des études nord-coréennes est un champ s'est nettement développé depuis le milieu des années 1990,..
Plusieurs évènements ont créés des vagues successives d'intérêt.
L'intérêt est nettement monté dans le milieu des années 1990 avec la première crise nucléaire de 1993-1994, la mort de Kim Il-sung et la première succession du pouvoir à Kim Jong-Il, et la famine et ses conséquences. Puis au début des années 2000 avec le premier sommet intercoréen et la seconde crise nucléaire en 2002. Et en 2006 avec le premier test nucléaire.
Le fait que cela soit un des rares pays socialistes du bloc soviétique à avoir survécu a intéressé les ONG et institutions académiques.
La recherche en Occident sur la Corée du Nord a été spontanée et non coordonnée, sauf en Corée du Sud où elle a été bien organisée.
Le 1er septembre 2022, le European Centre for North Korean Studies (ECNK) a été créer au sein de l'Université de Vienne, pour institutionnaliser le champ des études sur la Corée du Nord.

### Autre
La maîtrise du coréen est vu comme un facteur essentiel pour la recherche dans le domaine, mais malgré cela des chercheurs américains n'ont pas de connaissance de la langue coréenne mais étudie quand même la Corée du Nord[pas clair].

## Départements académiques
- Korea University Sejong Campus (en)[9]
- Université Dongguk, 50 étudiants
- University of Central Lancashire, MA North Korean Studies
- DPRK Strategic Research Center, KIMEP University

## Projets académiques
- North Korea International Documentation Project (en), NKIDP

## Journaux et pages web
- 38 North (en) - site web d'analyse de la Johns Hopkins University, maintenant au sein du The Stimson Center[10]
- Hyundae Pukhan Yongu - Contemporary North Korean Studies (현대 북한 연구)
- NK News (en) - un site d'information[11]
- Daily NK (en) - un site d'information et d'opinion
- Sino-NK (en) - un périodique indépendant
- North Korean Review - précédemment publié par le Jamestown Foundation
- North Korean Review - une revue académique de langue anglaise entièrement consacrée aux études nord-coréennes par Yonsei University
- North Korea Tech - blog d'analyse technologique, affilié à 38 North
- Citizens' Alliance for North Korean Human Rights - Journal trimestriel (1996-2012)
- International Journal of Korean Unification Studies
- Routledge Research on Korea Series.

## Autres institutions axées sur la RPDC menant des recherches
- U.S. Committee for Human Rights in North Korea
- Database Center for North Korean Human Rights (en)
- Institut coréen pour l'unification nationale
- People for Successful Corean Reunification

## Colloques
La « Société internationales d'études sur la Corée » fait des conférences internationales organisés par l'« International Society for Korean Studies » (ISKS), basé au Japon.